# Militärpilot-Klassifizierungsabzeichen (Sowjetunion)
Die Militärpilot-Klassifizierungsabzeichen (russisch: Классная квалификация лётного состава военной авиации) waren Klassifizierungsabzeichen der Sowjetunion, die an Militärpiloten verliehen wurden. und das Ausbildungsniveau des jeweiligen Piloten anzeigte.
Die Nachfolger der Abzeichen werden bis heute in der Russischen Föderation verliehen.

## Klassen
Die Abzeichen existierten in drei Klassen und einer Sonderform. Abzuleisten war eine Mindestzahl an Flugstunden und eine Prüfung:
- Ein „Militärpilot III. Klasse“ (russisch: Военный лётчик 3-го класса) konnte Flüge tagsüber unter einfachen meteorologischen Bedingungen absolvieren.
- Ein „Militärpilot II. Klasse“ konnte Flüge tagsüber bei schwierigen Wetterbedingungen und nachts bei einfachen Wetterbedingungen absolvieren.
- Ein „Militärpilot I. Klasse“ konnte Flüge zu jeder Tages- und Nachtzeit auch unter schwierigen Wetterbedingungen absolvieren.

Zusätzlich gab es die Klassifizierungsabzeichen in drei Klassen auch für Fluglehrer (russisch: Военный лётчик-инструктор 3-го класса, Военный лётчик-инструктор 2-го класса, Военный лётчик-инструктор 1-го класса) und für Schützen (russisch: Военный лётчик-снайпер).

## Geschichte
Die Tradition der Klassifizierungsabzeichen geht zurück auf Abzeichen der Kavallerie.
1949 wurde ein erstes Abzeichen ohne Unterscheidung von Klassen eingeführt, 1950 folgten die drei Klassen. Das Zertifikat für einen Militärpilot I. Klasse mit der No. 01 erhielt der spätere Marschall der Flieger Jewgeni Jakowlewitsch Sawizki.
Seit 1995 werden in der Russischen Föderation Klassifizierungsabzeichen in neuem Design ausgegeben, 2000 wurden die Erwerbsanforderungen geändert.

## Träger
siehe: Kategorie:Militärpilot I. Klasse
siehe: Kategorie:Militärpilot II. Klasse